# Eksta distrikt
Eksta distrikt är ett distrikt i Gotlands kommun och Gotlands län. 
Distriktet ligger på västra delen av Gotland och omfattar även öarna Stora och Lilla Karlsö.

## Tidigare administrativ tillhörighet
Distriktet inrättades 2016 och utgörs av socknen Eksta.
Området motsvarar den omfattning Eksta församling hade vid årsskiftet 1999/2000.